# Konståret 1885

## Händelser

### Okänt datum
- Anders Zorn och Emma Amalia Lamm gifter sig.
- Centralskolan för konstflit grundades i Finland.
- Opponenterna, en grupp svenska konstnärer, kräver att Konstakademin ska moderniseras.
- Crocker Art Museum grundas.
- Nya Idun bildades i Stockholm

## Verk
- August Malmström - Grindslanten
- Vincent van Gogh - Potatisätarna

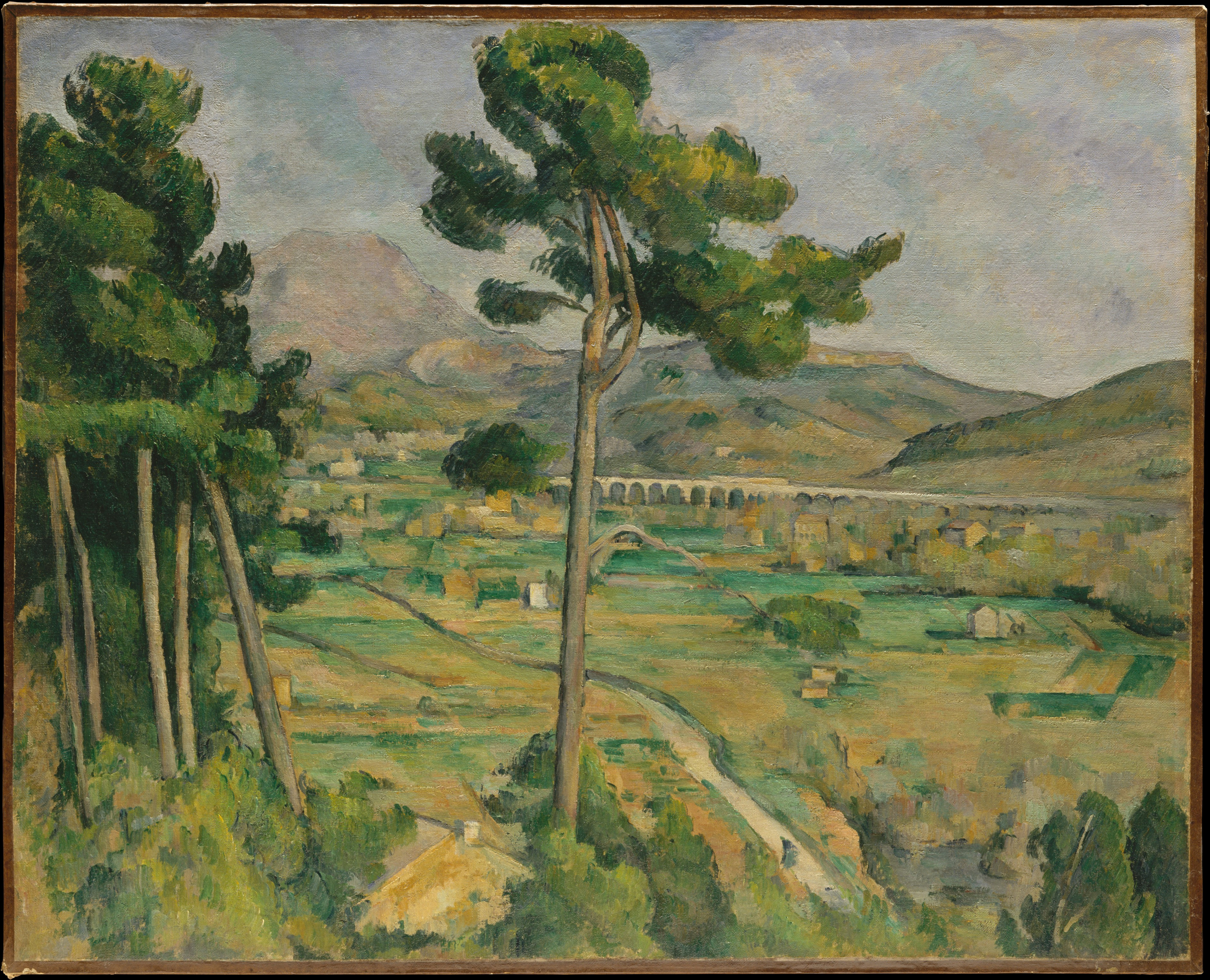
Paul Cézannes verk Montagne Sainte-Victoire målades mellan 1882-1885 och går att beskåda på Metropolitan Museum of Art.

- William Harnett - After the Hunt, 4th version (California Palace of the Legion of Honor, San Francisco)
- Paul Cézanne - Montagne Sainte-Victoire (Metropolitan Museum of Art, New York)
- Ilja Repin - Ivan den förskräcklige mördar sin son (Tretjakovgalleriet, Moskva)

## Utställningar
- Opponenternas två utställningar, "Från Seinens strand" och "Opponenternas utställning" blir genombrottet för det franskinspirerade friluftsmåleriet inom svensk konst.

## Födda
- 21 januari – Duncan Grant (död 1978), skotsk målare.
- 7 februari – Olof Tandberg (död 1952), svensk målaremästare och konstnär.
- 11 februari – Knut Jern (död 1948), svensk skulptör.
- 12 februari – Ivar Johnsson (död 1970), svensk skulptör och formgivare.
- 12 februari – Wladimir Meurman (död 1964), svensk grafiker, ritare och målare.
- 18 februari – Henri Laurens (död 1954), fransk skulptör.
- 8 mars – Yngve Lundström (död 1961), svensk konstnär, dekorationsmålare och restauratör.
- 31 mars – Jules Pascin (död 1930), bulgarisk målare.
- 8 april – Norman Clyde (död 1972), amerikansk fotograf.
- 12 april – Robert Delaunay (död 1941), fransk målare.
- 30 april – Luigi Russolo (död 1947), italiensk målare och kompositör.
- 18 maj – Ignácz Caroly Beôrecz (död 1940), ungersk-svensk konstnär och musiker.
- 5 juni – Cecilia Olander (död 1971), svensk konstnär.
- 5 juli – André Lhote (död 1962), fransk målare.
- 11 juli – Roger de La Fresnaye (död 1925), fransk målare.
- 15 juli – Josef Frank (död 1967), österrikisk-svensk arkitekt, formgivare och professor i arkitektur.
- 5 augusti – Filip Wahlström (död 1972), svensk konstnär och författare.
- 30 augusti – Paul Gösch (död 1940), tysk konstnär och arkitekt.
- 5 september – Gustaf Franzén (död 1922), svensk konstnär, målare och tecknare.
- 8 september – Torsten Palm (död 1934), svensk konstnär.
- 9 september – Greta Welamson (död 1946), svensk tecknare.
- 16 september – Kustaa Salminen (död 1918), finsk konstnär (målare).
- 23 september – Pär Olsson (död 1925), en svensk konstnär.
- 3 oktober – Svante Bergh (död 1946), svensk målare.
- 15 oktober – Jóhannes Sveinsson Kjarval (död 1972), isländsk konstnär.
- 21 oktober – Jan Altink (död 1971), nederländsk målare.
- 27 oktober – Sigrid Hjertén (död 1948), svensk konstnär.
- 1 november – Albert Krüger (död 1965), svensk konstnär.
- 14 november – Sonia Delaunay (död 1979), ukrainsk designer.
- 19 november – Ebba Orstadius (död 1960), svensk skulptör.
- 18 december – Hilda Kristina Gustafson-Lascari (död 1937), svensk skulptör
- 26 december – Vladimir Tatlin (död 1953), rysk målare och arkitekt.
- okänt datum – Franz Krischke (död 1960), österrikisk konstnär.

## Avlidna
- 23 september - Carl Spitzweg (född 1808), tysk målare.
- 30 oktober - Bernt Lund (född 1812), norsk ingenjör och landskapsmålare.